# Segnaletica stradale in Irlanda
I segnali stradali in Irlanda sono diversi da quelli utilizzati nel resto d'Europa. I segnali di direzione sono simili a quelli del Regno Unito, ma con la differenza della presenza della lingua gaelica come prima indicazione. Oltre a quelli di direzione, gli unici segnali che sono regolamentati dalle norme sono quelli di divieto di base come, ad esempio, divieto di svolta a sinistra e divieto di svolta a destra a destra. 
I segnali di pericolo, quelli più diffusi, sono con la forma romboidale (o a diamante) come quelli utilizzati negli Stati Uniti d'America, in Canada, Australia e in altri Paesi del Commonwealth, ma in nessun altro Paese in Europa. Nonostante questo, i pittogrammi utilizzati su di essi assomigliano di più a quelli utilizzati nel resto d'Europa rispetto a quelli presenti negli Stati Uniti. Il 20 gennaio 2005 l'Irlanda ha adottato i limiti di velocità col sistema metrico abbandonando definitivamente il sistema di misura imperiale (utilizzato nel Regno Unito): circa 35 000 segnali esistenti sono stati sostituiti e altri 23 000 nuovi segnali recano il limite di velocità in chilometri orari. Per evitare confusione con la segnaletica vecchia, ogni segnale di limite di velocità riporta attualmente la dicitura "km/h" sotto i numeri.
La segnaletica stradale in Irlanda è regolata dal Traffic Signs Manual 2010 (Manuale per i segnali stradali del 2010 - TSM), a cura del Ministero dei Trasporti irlandese. Quello pubblicato alla fine del 2010 sostituisce la versione precedente del 1996.
Dei regolamenti successivi sono stati pubblicati per aggiornare e migliorare il TSM, anche se molti segnali, in particolar modo quelli di direzione, non hanno ancora alcun regolamento legislativo. Le norme fondamentali derivano dal United Kingdom Traffic Signs Manual (Regolamento della segnaletica stradale nel Regno Unito), a sua volta regolato dal Traffic Signs Regulations and General Directions (Regolamento generale sulla segnaletica stradale nel Regno Unito).

## Segnali di regolamentazione
I segnali di regolamentazione in Irlanda sono per lo più rotondi e con le scritte nere su sfondo bianco con un bordo rosso. Se il segnale indica un divieto ha una linea rossa diagonale che taglia il segno riportato. Questo tipo di segnali stradali è stato introdotto con il Regolamento dei segnali stradali del 1956, e alcuni segnali sono stati aggiunti in seguito.
In Irlanda, il cartello di dare la precedenza, triangolare come nel resto d'Europa, riporta la scritta "Yield" (sui segnali installati prima del 1997: "Yield Right of Way") o, nelle aree in lingua gaelica (denominate Gaeltacht), "Géill Slí". Il segnale col triangolo rovesciato vuoto era stato previsto nella normativa vigente tra il 1956 e il 1961 ma poi è stato successivamente abolito. Invece il segnale fermarsi e dare la precedenza ha la classica forma ottagonale con la scritta "Stop".
I segnali di limite di velocità hanno la velocità indicata con, nella riga sottostante, la dicitura "km/h". Il limite di 120 km/h viene utilizzato sulle autostrade e le strade a doppia carreggiata, quello di 100 km/h sulle strade nazionali primarie e secondarie, quello di 80 km/h sulle strade regionali e locali. I limiti di 60, 50 e 30 km/h sono utilizzati nelle aree urbane e nelle aree edificate. Non sono più previsti i segnali di fine del limite di velocità (un cerchio bianco con una linea diagonale come nel resto dell'Europa) anche se un segnale simile ora viene utilizzato per indicare l'inizio del limite di velocità lungo le strade rurali.
L'originario segnale no entry, il segnale con una freccia rivolta verso l'alto e barrata diagonalmente in rosso, è stato sostituito con il disco rosso standard internazionale del divieto di accesso, ma la versione precedente, ora chiamata no straight ahead, può essere ancora utilizzata in combinazione con un pannello integrativo indicante il periodo di tempo o altre restrizioni.
| Segnale irlandese                 | Significato                                                            | Spiegazione |
|                                   | Stop                                                                   | Prescrive l'obbligo di arrestarsi in ogni caso in corrispondenza della striscia trasversale di arresto a un incrocio e di dare precedenza. |
| (Lingua inglese) (Lingua gaelica) | Dare precedenza                                                        | Prescrive un incrocio in cui è necessario dare precedenza in corrispondenza della linea orizzontale. |
|                                   | Tenere la sinistra                                                     | Obbliga i conducenti a passare a sinistra dell'ostacolo come un cantiere, uno spartitraffico, un salvagente o un'isola di traffico. |
|                                   | Tenere la destra                                                       | Obbliga i conducenti a passare a destra dell'ostacolo come un cantiere, uno spartitraffico, un salvagente o un'isola di traffico. |
|                                   | Passaggio consentito da entrambi i lati                                | Obbliga i conducenti a passare a destra o a sinistra dell'ostacolo come un cantiere, uno spartitraffico, un salvagente o un'isola di traffico. |
|                                   | Continuare a procedere dritto                                          | Indica che la sola direzione consentita al conducente è quella di andare diritto. Il segnale viene utilizzato anche per ricordare il corretto senso di marcia nelle strada a senso unico. |
|                                   | Svoltare a destra                                                      | Indica che la sola direzione consentita al conducente è quella di andare a destra. |
|                                   | Svoltare a sinistra                                                    | Indica che la sola direzione consentita al conducente è quella di andare a sinistra. |
|                                   | Minirotatoria                                                          | Indica la presenza di una minirotatoria. |
|                                   | Preavviso di svolta a sinistra                                         | Preavvisa che la sola direzione consentita al conducente è quella di andare a sinistra. |
|                                   | Preavviso di svolta a destra                                           | Preavvisa che la sola direzione consentita al conducente è quella di andare a destra. |
|                                   | Divieto di accesso                                                     | Vieta di entrare in una strada accessibile invece in un altro senso; questo segnale è utilizzato solo nelle situazioni in cui non è ammessa alcuna eccezione al divieto di acceso. |
|                                   | Divieto di procedere dritto                                            | Vieta di proseguire dritto; questo segnale è utilizzato solo nelle situazioni in cui sono presente delle eccezioni al divieto di accesso (che devono essere obbligatoriamente riportate su un pannello complementare). |
|                                   | Divieto di sorpasso                                                    | Vieta di sorpassare altri veicoli. |
|                                   | Divieto di svoltare a destra                                           | Vieta di svoltare a destra al prossimo incrocio. |
|                                   | Divieto di svoltare a sinistra                                         | Vieta di svoltare a sinistra al prossimo incrocio. |
|                                   | Divieto d'inversione a U                                               | Vieta di effettuare un'inversione di marcia. |
|                                   | Zona pedonale                                                          | Indica una zona in cui è vietata la circolazione dei veicoli. Un pannello integrativo può riportare le eccezioni al divieto di transito o gli orari di funzionamento della zona pedonale. |
|                                   | Accesso vietato ai pedoni                                              | Vieta il transito ai pedoni. |
|                                   | Divieto di transito alle biciclette                                    | Vieta il transito alle biciclette. |
|                                   | Divieto di transito agli animali                                       | Vieta il transito agli animali a meno che non siano chiusi all'interno dei veicoli. |
|                                   | Divieto di transito ai carri a trazione animale                        | Vieta il transito ai carri a trazione animale. |
|                                   | Divieto di transito ai veicoli che trasportano esplosivi               | Vieta il transito ai veicoli che trasportano materiali esplosivi o infiammabili. |
|                                   | Lunghezza massima dei veicoli                                          | Vieta il transito ai veicoli aventi lunghezza superiore a quella indicata sul segnale. |
|                                   | Larghezza massima dei veicoli                                          | Vieta il transito ai veicoli aventi larghezza superiore a quella indicata sul segnale. |
|                                   | Restrizione sull'altezza                                               | Vieta il transito ai veicoli aventi altezza superiore a quella indicata sul segnale. |
|                                   | Massa a pieno carico massima (gestione del traffico)                   | Vieta il transito ai veicoli aventi massa a pieno carico superiore a quella indicata nel segnale. Tale limitazione al transito è stabilita per motivi di gestione del traffico (ad esempio per vietare il transito dei veicoli pesanti nelle strada residenziali); sono automaticamente ammesse eccezioni al divieto di transito (ad esempio per il carico e lo scarico di merci) anche in assenza di pannelli integrativi. |
|                                   | Massa a pieno carico massima (sicurezza)                               | Vieta il transito ai veicoli aventi massa a pieno carico superiore a quella indicata nel segnale. Poiché la limitazione al transito è stabilita per motivi di sicurezza (ad esempio in corrispondenza di un ponte debole strutturalmente) non sono ammesse eccezioni al divieto di transito. |
|                                   | Peso per asse massimo                                                  | Vieta il transito ai veicoli aventi massa per asse superiore a quella indicata nel segnale. |
|                                   | Divieto di transito ai mezzi con ... assi o più                        | Vieta il transito ai veicoli destinati al trasporto merci (o comunque non destinati al trasporto di passeggeri) aventi un numero di assi uguale o superiore a quello indicato nel segnale. |
|                                   | Divieto di transito ai mezzi con ... assi o più nella corsia di destra | Vieta il transito nella corsia di destra ai veicoli destinati al trasporto merci (o comunque non destinati al trasporto di passeggeri) aventi un numero di assi uguale o superiore a quello indicato nel segnale. Questo segnale è utilizzato solamente in corrispondenza di gallerie stradali. |
|                                   | Limite di velocità                                                     | Indica la velocità massima in chilometri orari alla quale i veicoli possono procedere immediatamente dopo il segnale. Si noti che in Irlanda sono possibili solo i seguenti valori numerici di limiti di velocità: - che corrisponde al limite di velocità generale lungo le autostrade - che corrisponde al il limite di velocità generale lungo le strade nazionali - che corrisponde al il limite di velocità generale lungo le strade regionali e locali - che corrisponde al il limite di velocità generale nei centri abitati |
|                                   | Limite di velocità su strade rurali                                    | Indica l'inizio del limite di velocità generale valido per le strade rurali (ovvero 80 km/h); il segnale è accompagnato da un pannello complementare con la scritta "Go Mall/SLOW" (piano). Si noti che il segnale viene utilizzato solamente all'inizio di alcune particolari strade rurali di scarsa importanza e dotate di una sola corsia ma non per altre tipologie di strade. Questo peculiare utilizzo del segnale deriva dal fatto che nonostante sulle strade rurali in questione sia formalmente in vigore il limite di 80 km/h sarebbe piuttosto pericoloso percorrerle a una velocità così elevata (dato che si tratta di strade strette e spesso non asfaltate); con tale segnale si aboliscono formalmente i limiti di velocità precedentemente in vigore ma si evita di mostrare visivamente il segnale con il numero 80 e si invita il guidatore a procedere con cautela. |
|                                   | Divieto di fermata                                                     | Vieta la sosta e la fermata o qualsiasi temporanea sospensione della marcia ai veicoli. |
|                                   | Divieto di parcheggio                                                  | Vieta il parcheggio dei veicoli. Le frecce presenti nel segnali indicano l'estensione del tratto di strada soggetta a divieto di parcheggio. |
|                                   | Parcheggio autorizzato                                                 | Indica che nel tratto di strada in questione è possibile il parcheggio dei veicoli. I pannelli integrativi possono riportare le condizioni alle quali il parcheggio è consentito (ad esempio l'utilizzo del disco orario o il fatto che il parcheggio sia a pagamento) mentre le frecce presenti nel segnali indicano l'estensione del tratto di strada dove è consentito il parcheggio. |
|                                   | Zona a sosta vietata per categorie                                     | Indica l'inizio di una zona in cui è vietata la sosta per la categoria di veicoli indicata. |
|                                   | Fine della zona a sosta vietata per categorie                          | Indica la fine della zona in cui è vietata la sosta per la categoria di veicoli indicata. |
|                                   | Fermata dei taxi                                                       | Indica uno stallo di fermata per taxi dove è vietata la fermata di veicoli diversi dai taxi. Le frecce presenti nel segnali indicano l'estensione della fermata dei taxi. |
|                                   | Solo biciclette                                                        | Indica la presenza di una pista ciclabile percorribile solamente dalle biciclette e dalle carrozzine al servizio dei disabili. |
|                                   | Percorso condiviso per bici e pedoni                                   | Indica la presenza di una percorso percorribile solamente dai pedoni, dalle biciclette e dalle carrozzine al servizio dei disabili (uso promiscuo). |
|                                   | Percorsi pedonale e ciclabile separati (bici a sinistra)               | Indica la presenza di una pista ciclabile situata alla sinistra di un percorso pedonale e divisa da esso da una linea bianca o da una separazione fisica. |
|                                   | Percorsi pedonale e ciclabile separati (bici a destra)                 | Indica la presenza di una pista ciclabile situata alla destra di un percorso pedonale e divisa da esso da una linea bianca o da una separazione fisica. |
|                                   | Pista ciclabile contromano                                             | Indica la presenza di una pista ciclabile in cui le biciclette viaggiano contromano rispetto agli altri veicoli che percorrono la strada. |
|                                   | Corsia preferenziale interna nello stesso senso di marcia              | Indica la presenza di una corsia preferenziale situata sul lato sinistro della strada (quindi interna) percorribile da autobus e biciclette. La direzione in cui la corsia preferenziale viene percorsa è la stessa del resto della strada. |
|                                   | Corsia preferenziale esterna nello stesso senso di marcia              | Indica la presenza di una corsia preferenziale situata sul lato destro della strada (quindi esterna) percorribile da autobus e biciclette. La direzione in cui la corsia preferenziale viene percorsa è la stessa del resto della strada. |
|                                   | Corsia preferenziale contromano                                        | Indica la presenza di una corsia preferenziale percorribile da autobus e biciclette. La direzione in cui la corsia preferenziale viene percorsa contromano rispetto al resto della strada. |
|                                   | Limite di velocità per veicoli ferroviari leggeri                      | Indica il limite di velocità massima valido solamente per i veicoli ferroviari leggeri (come i tram). |
|                                   | Stop per veicoli ferroviari leggeri                                    | Prescrive ai veicoli ferroviari leggeri (come i tram) l'obbligo di arrestarsi in ogni caso in corrispondenza della striscia trasversale di arresto a un incrocio e di dare precedenza. |
|                                   | Dare precedenza per veicoli ferroviari leggeri                         | Prescrive ai veicoli ferroviari leggeri (come i tram) di dare la precedenza al resto del traffico stradale. |
|                                   | Corsia preferenziale interna per tram                                  | Indica la presenza di una corsia preferenziale situata sul lato sinistro della strada (quindi interna) che viene percorsa dai tram. |
|                                   | Corsia preferenziale esterna per tram                                  | Indica la presenza di una corsia preferenziale situata sul lato destro della strada (quindi esterna) che viene percorsa dai tram. |
|                                   | Movieri scolastici                                                     | Prescrive l'obbligo di arrestarsi in corrispondenza dell'attraversamento di bambini; è montato su appositi pali e viene mostrato dagli school wardens (nonni vigile) per arrestare il traffico. |
|                                   | Stop (segnale manuale)                                                 | Si tratta di un segnale montato sulle palette utilizzate dai movieri in corrispondenza dei cantieri: impone ai veicoli di fermarsi. |
| (Lingua inglese) (Lingua gaelica) | Procedere                                                              | Si tratta di un segnale montato sulle palette utilizzate dai movieri in corrispondenza dei cantieri: indica ai veicoli che possono procedere. |
|                                   | Fermata autobus                                                        | Indica la presenza di una fermata degli autobus. L'aspetto estetico del segnale può variare e può includere il logo della compagnia di autobus che serve la fermata in questione. |
|                                   |                                                                        | |

## Segnali di pericolo
I segnali di pericolo in Irlanda sono simili ai segnali degli Stati Uniti d'America in quanto hanno forma romboidale con sfondo color ambra. I segnali di pericolo per cantieri temporanei sono di colore arancione-rossastro. Questo tipo di segnale stradale è stato introdotto con il Regolamento dei segnali stradali del 1956, e alcuni sono stati aggiunti più tardi. Con il TSM 2010 sono stati aboliti i segnali riguardanti gli incroci tra strade aventi la stessa importanza, dato che, per ragioni di sicurezza, a ogni incrocio dovrebbe essere stabilito quale strada goda del diritto di precedenza. Con la nuova pubblicazione sono anche stati cambiati i segnali di pericolo in corrispondenza dei passaggi a livello, in particolare abolendo il segnale di passaggio a livello senza barriere.
Il segnale di ponte basso fu l'ultimo stabilito con la misura imperiale ed è stato sostituito con una versione metrica solo con la pubblicazione del TSM 2010. Per questo, la maggior parte dei segnali attualmente presenti lungo le strade irlandesi hanno ancora la doppia versione imperiale-metrico, mentre quelli con solo la versione imperiale sono presenti solo in alcune località più remote.
| Segnale irlandese | Significato                                                                                         | Spiegazione |
|                   | Incrocio                                                                                            | Presegnala un incrocio con una strada rispetto alla quale si gode del diritto di precedenza. |
|                   | Strada laterale - sinistra                                                                          | Presegnala un incrocio con una strada che proviene da sinistra e rispetto alla quale si gode del diritto di precedenza. |
|                   | Strada laterale - destra                                                                            | Presegnala un incrocio con una strada che proviene da destra e rispetto alla quale si gode del diritto di precedenza. |
|                   | Intersezione a T (tipo 1) - sinistra                                                                | Presegnala che una strada che gode del diritto di precedenza (rappresentata nel segnale da un tratto più spesso) interseca una strada laterale alla sua sinistra e, in corrispondenza dell'intersezione, svolta a destra come mostrato nel segnale. |
|                   | Intersezione a T (tipo 1) - destra                                                                  | Presegnala che una strada che gode del diritto di precedenza (rappresentata nel segnale da un tratto più spesso) interseca una strada laterale alla sua destra e, in corrispondenza dell'intersezione, svolta a sinistra come mostrato nel segnale. |
|                   | Intersezione a T (tipo 2) - sinistra                                                                | Presegnala che una strada che gode del diritto di precedenza (rappresentata nel segnale da un tratto più spesso) interseca una strada laterale alla sua sinistra e, in corrispondenza dell'intersezione, svolta a destra come mostrato nel segnale. |
|                   | Intersezione a T (tipo 2) - destra                                                                  | Presegnala che una strada che gode del diritto di precedenza (rappresentata nel segnale da un tratto più spesso) interseca una strada laterale alla sua destra e, in corrispondenza dell'intersezione, svolta a sinistra come mostrato nel segnale. |
|                   | Biforcazione a Y - sinistra                                                                         | Presegnala che la strada che si sta percorrendo si biforcherà (a forma di Y) e la strada con diritto di precedenza continuerà verso destra mentre quella senza diritto di precedenza si diramerà verso sinistra. |
|                   | Biforcazione a Y - destra                                                                           | Presegnala che la strada che si sta percorrendo si biforcherà (a forma di Y) e la strada con diritto di precedenza continuerà verso sinistra mentre quella senza diritto di precedenza si diramerà verso destra. |
|                   | Incrocio in corrispondenza di una svolta stretta - sinistra                                         | Presegnala che una strada che gode del diritto di precedenza (rappresentata nel segnale da un tratto più spesso) interseca due strade laterali alla sua sinistra e, in corrispondenza dell'intersezione, svolta a destra come mostrato nel segnale. |
|                   | Incrocio in corrispondenza di una svolta stretta - destra                                           | Presegnala che una strada che gode del diritto di precedenza (rappresentata nel segnale da un tratto più spesso) interseca due strade laterali alla sua destra e, in corrispondenza dell'intersezione, svolta a sinistra come mostrato nel segnale. |
|                   | Intersezioni ravvicinate - sinistra/destra                                                          | Presegnala due intersezioni con due strade laterali, rispetto alle quali si gode del diritto di precedenza, situate a breve distanza una dall'altra rispetto alle quali si gode del diritto di precedenza; la prima intersezione è su lato sinistro mentre la seconda è sul lato destro. |
|                   | Intersezioni ravvicinate - destra/sinistra                                                          | Presegnala due intersezioni con due strade laterali, rispetto alle quali si gode del diritto di precedenza, situate a breve distanza una dall'altra; la prima intersezione è su lato sinistro mentre la seconda è sul lato destro. |
|                   | Due intersezioni a sinistra                                                                         | Presegnala due incroci con due strade laterali situate a breve distanza una dall'altra e situate entrambe sul lato sinistro della strada che si sta percorrendo; si gode del diritto di precedenza rispetto a entrambe le strade che si incrociano. |
|                   | Due intersezioni a destra                                                                           | Presegnala due intersezioni con due strade laterali situate a breve distanza una dall'altra e situate entrambe sul lato destro della strada che si sta percorrendo; si gode del diritto di precedenza rispetto a entrambe le strade che si incrociano. |
|                   | Strada laterale sul lato esterno di una curva a sinistra                                            | Presegnala un incrocio con un'altra strada situato sul lato esterno di una curva a sinistra; si gode del diritto di precedenza rispetto alla strada che si incrocia. |
|                   | Strada laterale sul lato esterno di una curva a destra                                              | Presegnala un incrocio con un'altra strada situato sul lato esterno di una curva a destra; si gode del diritto di precedenza rispetto alla strada che si incrocia. |
|                   | Strada laterale sul lato interno di una curva a sinistra                                            | Presegnala un incrocio con un'altra strada situato sul lato interno di una curva a sinistra; si gode del diritto di precedenza rispetto alla strada che si incrocia. |
|                   | Strada laterale sul lato interno di una curva a destra                                              | Presegnala un incrocio con un'altra strada situato sul lato interno di una curva a destra; si gode del diritto di precedenza rispetto alla strada che si incrocia. |
|                   | Intersezione in una curva a sinistra                                                                | Presegnala un incrocio con una strada rispetto alla quale si gode del diritto di precedenza che è situato in corrispondenza di una curva a sinistra. |
|                   | Intersezione in una curva a destra                                                                  | Presegnala un incrocio con una strada rispetto alla quale si gode del diritto di precedenza che è situato in corrispondenza di una curva a destra. |
|                   | Strada laterale lungo una strada a carreggiate separate - sinistra (con varco nello spartitraffico) | Presegnala che la strada a carreggiate separate che si sta percorrendo incrocia sul lato sinistro una strada laterale rispetto alla quale si gode del diritto di precedenza. Si noti che, in corrispondenza dell'area di intersezione, vi è un'interruzione dello spartitraffico grazie alla quale i veicoli è possibile la svolta nella carreggiata destra. |
|                   | Strada laterale lungo una strada a carreggiate separate - destra (con varco nello spartitraffico)   | Presegnala che la strada a carreggiate separate che si sta percorrendo incrocia sul lato destro una strada laterale rispetto alla quale si gode del diritto di precedenza. Si noti che, in corrispondenza dell'area di intersezione, vi è un'interruzione dello spartitraffico grazie i veicoli provenienti da destra possono raggiungere la carreggiata di sinistra che si sta percorrendo. |
|                   | Strada laterale lungo una strada a carreggiate separate - (senza varco nello spartitraffico)        | Presegnala che la strada a carreggiate separate che si sta percorrendo incrocia sul lato sinistro una strada laterale rispetto alla quale si gode del diritto di precedenza. La strada laterale incrocia solamente la carreggiata che si sta percorrendo. |
|                   | Incrocio lungo una strada a carreggiate separate                                                    | Presegnala che la strada a carreggiate separate che si sta percorrendo incrocia un'altra strada rispetto alla quale si gode del diritto di precedenza. |
|                   | Incrocio (con strada principale)                                                                    | Presegnala un incrocio con una strada di maggiore importanza. |
|                   | Intersezione a T (con strada principale)                                                            | Presegnala un'intersezione a T con una strada di maggiore importanza. |
|                   | Preavviso di intersezioni ravvicinate - sinistra                                                    | Presegnala un incrocio a T con una strada di maggiore importanza e la presenza di un'ulteriore intersezione a breve distanza verso sinistra. |
|                   | Preavviso di intersezioni ravvicinate - destra                                                      | Presegnala un incrocio a T con una strada di maggiore importanza e la presenza di un'ulteriore intersezione a breve distanza verso destra. |
|                   | Intersezione con una strada principale in corrispondenza di una svolta stretta - sinistra           | Presegnala un'intersezione con una strada di maggiore importanza proveniente da sinistra che è situato in corrispondenza di una svolta stretta della strada che gode del diritto di precedenza. |
|                   | Intersezione con una strada principale in corrispondenza di una svolta stretta - destra             | Presegnala un'intersezione con una strada di maggiore importanza proveniente da destra che è situato in corrispondenza di una svolta stretta della strada che gode del diritto di precedenza. |
|                   | Preavviso di incrocio con strada a carreggiate separate                                             | Presegnala un incrocio con una strada di maggiore importanza a carreggiate separate; la strada che si sta percorrendo incrocia entrambe le carreggiate e prosegue dopo l'incrocio. |
|                   | Preavviso di intersezione a T con strada a carreggiate separate (con varco nello spartitraffico)    | Presegnala un'intersezione a T con una strada di maggiore importanza a carreggiate separate; la strada che si sta percorrendo incrocia entrambe la carreggiate grazie a un'interruzione dello spartitraffico. |
|                   | Preavviso di intersezioni ravvicinate - sinistra                                                    | Presegnala un incrocio a T con una strada di maggiore importanza a carreggiate separate e la presenza di un'ulteriore intersezione a breve distanza verso sinistra. |
|                   | Preavviso di intersezioni ravvicinate - destra                                                      | Presegnala un incrocio a T con una strada di maggiore importanza a carreggiate separate e la presenza di un'ulteriore intersezione a breve distanza verso destra. |
|                   | Preavviso di intersezione a T con strada a carreggiate separate (senza varco nello spartitraffico)  | Presegnala un'intersezione a T con una strada di maggiore importanza a carreggiate separate; la strada che si sta percorrendo incrocia solamente una carreggiata e si è quindi obbligati a svoltare a sinistra. |
|                   | Confluenza da sinistra                                                                              | Presegnala che il traffico proveniente da sinistra si immetterà sulla carreggiata che si sta percorrendo tramite una corsia di accelerazione o comunque con una confluenza. |
|                   | Confluenza con il traffico proveniente da destra                                                    | Presegnala che il traffico che percorre la corsia in corrispondenza della quale è installato il segnale dovrà immettersi nella carreggiata principale di una strada che è situata alla sua destra. |
|                   | Traffico convergente e divergente                                                                   | Presegnala la presenza di veicoli che si immettono da sinistra sulla carreggiata che si sta percorrendo (traffico convergente) seguiti a breve distanza da veicoli che lasciano la carreggiata (traffico divergente). |
|                   | Curva ad anello                                                                                     | Presegnala in corrispondenza delle rampe di uscita ed entrata in una strada la presenza di una curva dal raggio particolarmente stretto (curva ad anello) in corrispondenza della quale i veicoli potrebbero non capire il corretto andamento della strada. |
|                   | Preavviso di stop                                                                                   | Presegnala che bisognerà fermarsi e dare la precedenza in corrispondenza di un successivo segnale di stop; il segnale è corredato da un pannello integrativo che indica la distanza dallo stop (del tipo ). |
|                   | Preavviso di dare precedenza                                                                        | Presegnala che bisognerà dare la precedenza in corrispondenza di un successivo segnale di dare precedenza; il segnale è corredato da un pannello integrativo che indica la distanza dal segnale di dare precedenza (del tipo ). |
|                   | Semaforo                                                                                            | Presegnala un impianto semaforico posto su strade sia urbane sia extraurbane. |
|                   | Rotatoria                                                                                           | Presegnala un'intersezione regolata da circolazione rotatoria; l'anello rotatorio della rotatoria in questione ha un diametro di più di 4 metri. |
|                   | Minirotatoria                                                                                       | Presegnala un'intersezione regolata da circolazione rotatoria; l'anello rotatorio della rotatoria in questione, se presente, ha un diametro minore o pari a 4 metri (minirotatoria). |
|                   | Svolta stretta - sinistra                                                                           | Presegnala la presenza di una svolta particolarmente stretta verso sinistra. |
|                   | Svolta stretta - destra                                                                             | Presegnala la presenza di una svolta particolarmente stretta verso destra. |
|                   | Curva stretta - sinistra                                                                            | Presegnala una curva stretta verso sinistra. |
|                   | Curva stretta - destra                                                                              | Presegnala una curva stretta verso destra. |
|                   | Serie di svolte strette - sinistra                                                                  | Presegnala una serie di due o più curve tali che almeno una delle curve in questione sia considerata una svolta stretta. La prima curva che si incontra è verso sinistra. |
|                   | Serie di svolte strette - destra                                                                    | Presegnala una serie di due o più curve tali che almeno una delle curve in questione sia considerata una svolta stretta. La prima curva che si incontra è verso destra. |
|                   | Serie di curve strette - sinistra                                                                   | Presegnala una serie di due o più curve strette. La prima curva che si incontra è verso sinistra. |
|                   | Serie di curve pericolose - destra                                                                  | Presegnala una serie di due o più curve strette. La prima curva che si incontra è verso destra. |
|                   | Delineatore di curva singolo - sinistra                                                             | Serve a delineare bruschi cambiamenti di direzione della strada; in particolare tale segnale viene utilizzato per delineare il bordo della strada in corrispondenza di curve e svolte particolarmente strette dove non è possibile utilizzare i delineatori multipli (a causa delle ristrette dimensioni della banchina) o dove comunque l'utilizzo del delineatore singolo fornisca indicazioni più chiare ai viaggiatori. |
|                   | Delineatore di curva singolo - destra                                                               | Serve a delineare bruschi cambiamenti di direzione della strada; in particolare tale segnale viene utilizzato per delineare il bordo della strada in corrispondenza di curve e svolte particolarmente strette dove non è possibile utilizzare i delineatori multipli (a causa delle ristrette dimensioni della banchina) o dove comunque l'utilizzo del delineatore singolo fornisca indicazioni più chiare ai viaggiatori. |
|                   | Delineatore di curva multiplo (doppio) - sinistra                                                   | Serve a delineare bruschi cambiamenti di direzione della strada; in particolare tale segnale viene utilizzato per delineare il bordo della strada in corrispondenza di curve e svolte particolarmente strette, di intersezioni a T, di anelli rotatori e in presenza di lavori in corso lungo la carreggiata. |
|                   | Delineatore di curva multiplo (doppio) - destra                                                     | Serve a delineare bruschi cambiamenti di direzione della strada; in particolare tale segnale viene utilizzato per delineare il bordo della strada in corrispondenza di curve e svolte particolarmente strette, di intersezioni a T, di anelli rotatori e in presenza di lavori in corso lungo la carreggiata. |
|                   | Delineatore di curva multiplo (triplo) - sinistra                                                   | Serve a delineare bruschi cambiamenti di direzione della strada; in particolare tale segnale viene utilizzato il bordo della strada in corrispondenza di curve e svolte particolarmente strette, di intersezioni a T, di anelli rotatori e in presenza di lavori in corso lungo la carreggiata. |
|                   | Delineatore di curva multiplo (triplo) - destra                                                     | Serve a delineare bruschi cambiamenti di direzione della strada; in particolare tale segnale viene utilizzato per delineare il bordo della strada in corrispondenza di curve e svolte particolarmente strette, di intersezioni a T, di anelli rotatori e in presenza di lavori in corso lungo la carreggiata. |
|                   | Strettoia a sinistra                                                                                | Segnala, sulle strada a carreggiata singola, un restringimento pericoloso della strada sul lato sinistro. |
|                   | Strettoia a destra                                                                                  | Segnala, sulle strada a carreggiata singola, un restringimento pericoloso della strada sul lato destro. |
|                   | Strettoia da entrambi i lati                                                                        | Segnala, sulle strada a carreggiata singola, un restringimento pericoloso della strada da entrambi i lati. |
|                   | Doppio senso di circolazione                                                                        | Segnala un tratto di strada che da senso unico diventa a doppio senso. Può essere utilizzato anche come segnale di conferma sui tratti di strada a doppio senso di circolazione che potrebbero essere scambiati, specialmente di notte, per strade a senso unico di circolazione. |
|                   | Incrocio con strada a doppio senso di circolazione                                                  | Segnala che la strada che si incrocerà è a doppio senso di circolazione e quindi i veicoli possono provenire sia da destra sia da sinistra. |
|                   | Traffico organizzato in tre corsie (due nel proprio senso di marcia, una contro)                    | Segnala che la strada è divisa in tre corsie e che le due corsie più a sinistra sono riservate al senso di marcia in cui si sta viaggiando mentre quella più a destra è riservata al senso di marcia contrario. |
|                   | Traffico organizzato in tre corsie (una nel proprio senso di marcia, due contro)                    | Segnala che la strada è divisa in tre corsie e che la corsia più a sinistra è riservata al senso di marcia in cui si sta viaggiando mentre le altre due sono riservate al senso di marcia contrario. |
|                   | Riduzione del numero di corsie a sinistra (da due a una corsia)                                     | Segnala che il termine dalla corsia di sinistra e la riduzione del numero di corsie di marcia da due a uno. |
|                   | Riduzione del numero di corsie a destra (da due a una corsia)                                       | Segnala che il termine dalla corsia di destra e la riduzione del numero di corsie di marcia da due a uno. |
|                   | Riduzione del numero di corsie a sinistra (da tre a due corsie)                                     | Segnala che il termine dalla corsia di sinistra e la riduzione del numero di corsie di marcia da tre a due. |
|                   | Riduzione del numero di corsie a destra (da tre a due corsie)                                       | Segnala che il termine dalla corsia di destra e la riduzione del numero di corsie di marcia da tre a due. |
|                   | Riduzione del numero di corsie a sinistra (da quattro a tre corsie)                                 | Segnala che il termine dalla corsia di sinistra e la riduzione del numero di corsie di marcia da quattro a tre. |
|                   | Riduzione del numero di corsie a destra (da quattro a tre corsie)                                   | Segnala che il termine dalla corsia di destra e la riduzione del numero di corsie di marcia da quattro a tre. |
|                   | Divisione della strada                                                                              | Indica l'inizio dello spartitraffico centrale che divide la strada in due carreggiate separate. |
|                   | Fine della strada a carreggiate separate                                                            | Indica la fine dello spartitraffico centrale che divide la strada in due carreggiate separate. |
|                   | Inizio della corsia di sorpasso                                                                     | Segnala l'inizio della corsia di sorpasso. |
|                   | Sezione ad una corsia                                                                               | Segnala, lungo una strada a doppia carreggiata di tipo 3, che si sta percorrendo un tratto a una corsia. Il segnale è posto all'inizio del tratto a una corsia e ripetuto in seguito a intervalli regolari. |
|                   | Sezione a due corsie                                                                                | Segnala, lungo una strada a doppia carreggiata di tipo 3, che si sta percorrendo un tratto a due corsie. Il segnale è posto all'inizio del tratto a due corsie e ripetuto in seguito a intervalli regolari. |
|                   | Inizio della corsia per veicoli lenti                                                               | Segnala, in corrispondenza di una salita, l'inizio di una corsia che i veicoli lenti possono utilizzare per percorrere la salita senza rallentare gli altri veicoli. |
|                   | Discesa ripida                                                                                      | Presegnala un tratto di strada in forte discesa (generalmente almeno del 10%) secondo il senso di marcia. |
|                   | Salita ripida                                                                                       | Presegnala un tratto di strada in forte salita (generalmente almeno del 15%) secondo il senso di marcia. |
|                   | Altezza massima disponibile                                                                         | Presegnala in anticipo un tratto di strada dove è presente una limitazione all'altezza massima dei veicoli (ad esempio prima di un sottopassaggio o un ponte basso). |
|                   | Cavi elettrici ad sospesi                                                                           | Segnala la presenza della linea aerea di alimentazione ad alta tensione in corrispondenza di un passaggio a livello, di un attraversamento tranviario o dove una linea elettrica passa sopra la strada a un'altezza particolarmente bassa. Il segnale è installato assieme a un pannello integrativo che specifica l'altezza disponibile per il passaggio dei veicoli. |
|                   | Larghezza massima dei veicoli                                                                       | Presegnala in anticipo un tratto di strada dove è presente una limitazione al transito dei veicoli aventi larghezza superiore a quella indicata nel segnale. |
|                   | Massa a pieno carico massima (gestione del traffico)                                                | Presegnala in anticipo un tratto di strada dove è presente una limitazione (dovuta a ragioni di gestione del traffico) al transito dei veicoli aventi massa a pieno carico superiore a quella indicata nel segnale. |
|                   | Massa a pieno carico massima (sicurezza)                                                            | Presegnala in anticipo un tratto di strada dove è presente una limitazione (dovuta a ragioni di sicurezza) al transito dei veicoli aventi massa a pieno carico superiore a quella indicata nel segnale. |
|                   | Peso per asse massimo                                                                               | Presegnala in anticipo un tratto di strada dove è presente una limitazione al transito dei veicoli aventi peso per asse superiore a quella indicata nel segnale. |
|                   | Preavviso di divieto di transito ai mezzi con ... assi o più                                        | Presegnala in anticipo un tratto di strada dove è presente una limitazione al transito dei veicoli aventi un numero di assi maggiore o uguale a quello indicato nel segnale. |
|                   | Passaggio a livello con luci rosse lampeggianti                                                     | Segnala un passaggio a livello (sia con sia senza barriere) che è dotato di luci rossi lampeggianti che si accendono prima del passaggio del treno. |
|                   | Passaggio a livello senza luci rosse lampeggianti                                                   | Segnala un passaggio a livello (dotato di barriere o cancelli) che non è dotato di luci rossi lampeggianti. |
|                   | Pannelli distanziometrici - sinistra                                                                | Si tratta di pannelli distanziometrici che vengono posti sul lato sinistro della strada al di sotto dei segnali di passaggi a livello per indicare l'approssimarsi del passaggio a livello. Il pannello con tre barre rosse è quello installato per primo mentre gli altri due pannelli sono installati rispettivamente a 2/3 e 1/3 della distanza tra il primo pannello e il passaggio a livello; si noti che lo stesso avvertimento dato dai pannelli distanziometrici può essere ottenuto installando tre segnali di pericolo o corredati di tre pannelli integrativi riportanti le distanze progressive dal passaggio a livello. |
|                   | Pannelli distanziometrici - destra                                                                  | Si tratta di pannelli distanziometrici che vengono posti sul lato destro della strada al di sotto dei segnali di passaggi a livello per indicare l'approssimarsi del passaggio a livello. Il pannello con tre barre rosse è quello installato per primo mentre gli altri due pannelli sono installati rispettivamente a 2/3 e 1/3 della distanza tra il primo pannello e il passaggio a livello; si noti che lo stesso avvertimento dato dai pannelli distanziometrici può essere ottenuto installando tre segnali di pericolo o corredati di tre pannelli integrativi riportanti le distanze progressive dal passaggio a livello. |
|                   | Rischio di toccare il terreno                                                                       | Segnala la presenza di un rialzo in corrispondenza di un passaggio a livello o di un ponte a schiena d'asino dove i veicoli lunghi potrebbero toccare il suolo e incastrarsi. |
|                   | Attraversamento di tram                                                                             | Segnala attraversamento tranviario. |
|                   | Velocità consigliata per tram                                                                       | Indica la velocità massima consigliata per tram. |
|                   | Dosso                                                                                               | Segnala un'anomalia altimetrica convessa della strada che limita la visibilità. Il segnale non è installato se la velocità lungo il tratto in questione non supera i 30 km/h. |
|                   | Cunetta                                                                                             | Segnala un'anomalia altimetrica concava della strada che limita la visibilità. |
|                   | Ponte a schiena d'asino                                                                             | Segnala un ponte a schiena d'asino. |
|                   | Strada deformata                                                                                    | Segnala un tratto di strada in cattivo stato o con pavimentazione irregolare. |
|                   | Strada sdrucciolevole                                                                               | Presegnala un tratto di strada che in particolari condizioni climatiche o ambientali può diventare sdrucciolevole. |
|                   | Banchina cedevole                                                                                   | Presegnala un tratto di banchina che può sprofondare sotto il peso dei veicoli. |
|                   | Pedoni                                                                                              | Segnala un attraversamento pedonale non semaforizzato; si noti che il segnale non è utilizzato se l'attraversamento è visibile ad almeno 45 m lungo una strada con limite di 50 km/h o se è visibile da 80 m su strada con limite di 60 km/h. Tale segnale può essere utilizzato anche per segnalare un tratto di strada dove i pedoni sono obbligati a camminare lungo la carreggiata per la mancanza del marciapiede. |
|                   | Preavviso di scuola                                                                                 | Segnala la possibile presenza di bambini in corrispondenza di una scuola o di un parco giochi. |
|                   | Attraversamento di bambini                                                                          | Segnala un possibile attraversamento della strada da parte di bambini in luogo che non sia una scuola o un parco giochi; tale segnale è utilizzato soprattutto in aree residenziali. |
|                   | Ciclisti                                                                                            | Segnala un luogo dove i ciclisti si immettono o attraversano la strada (al di fuori delle intersezioni semaforizzate); il segnale può essere utilizzato anche per segnalare un tratto di strada dove è possibile incontrare un gran numero di ciclisti in viaggio lungo la strada. |
|                   | Strada sdrucciolevole per ciclisti                                                                  | Segnala che il tratto di strada successivo al segnale può essere sdrucciolevole per i ciclisti (generalmente a causa della presenza di rotaie del tram). |
|                   | Cavalli accompagnati                                                                                | Segnala un punto delle strada dove almeno 5 cavalli al giorno attraversano regolarmente la strada; il segnale è installato solo lungo le strade dove il traffico supera i 300 veicoli al giorno. |
|                   | Bestiame o altri animali da fattoria                                                                | Presegnala un punto della strada dove del bestiame (o comunque altri animali da fattoria) attraversano frequentemente la strada; viene anche utilizzato per indicare tratti di strada dove vi è la concreta possibilità di incontrare animali di tal genere sul bordo della strada. |
|                   | Pecore                                                                                              | Presegnala un tratto di strada dove vi è la concreta possibilità di incontrare sulla carreggiata (come ad esempio nelle vicinanze di un pascolo demaniale). |
|                   | Cervi o altri animali selvatici                                                                     | Presegnala un tratto di strada con probabile improvvisa presenza o attraversamento di cervi o altri animali selvatici. |
|                   | Acque senza protezioni                                                                              | Presegnala il pericolo di caduta in acqua. |
|                   | Guado                                                                                               | Presegnala la presenza di un guado. |
|                   | Galleria                                                                                            | Segnala l'approssimarsi di una galleria stradale. |
|                   | Code frequenti                                                                                      | Presegnala un tratto di strada dove frequentemente si formano code o dove la presenza di auto in coda potrebbe costituire un serio pericolo al traffico (ad esempio la presenza di auto incolonnate dopo una curva o un dosso cieco). |
|                   | Caduta massi                                                                                        | Presegnala il pericolo di caduta massi dalla parete rocciosa soprastante a destra con possibile presenza di pietre sulla carreggiata. |
|                   | Passaggio di aeroplani a bassa quota                                                                | Presegnala la possibilità di improvvisi forti rumori o abbagliamenti dovuti ad aeroplani a bassa quota. |
|                   | Vento laterale                                                                                      | Presegnala la possibilità di forti raffiche di vento laterale. |
|                   | Ponte mobile                                                                                        | Presegnala la presenza di un ponte mobile. |
|                   | Trattori                                                                                            | Segnale un tratto di strada dove vi è la possibilità di incontrare veicoli agricoli o industriali in lento movimento. |
|                   | Guida a sinistra                                                                                    | Ricorda ai conducenti che il senso di marcia da tenere è quello di sinistra ed è posto in prossimità dei porti, aeroporti e nelle vicinanze delle maggiori attrazioni turistiche. Il segnale presenta scritte in inglese, francese e tedesco ma non in gaelico dato che è rivolto esclusivamente ai guidatori stranieri. |
|                   | Altri pericoli                                                                                      | Indica la presenza di un pericolo che non è descritto da nessun altro segnale; generalmente è utilizzato assieme a un pannello integrativo che specifica la natura del pericolo. In particolare sono consentiti solamente i seguenti pannelli integrativi: - Timpiste / COLLISION: collisione fra veicoli - Crann Tite / FALLEN TREE: alberi caduti - Tuile / FLOOD: strada allagata - Níl Aon Marcanna Bóthar / NO ROAD MARKINGS: mancanza di segnaletica orizzontale - Bóthar Dúnta / ROAD CLOSED: strada chiusa - Tástáil na Coscáin / TEST BRAKES: controllare i freni - Teagmhas Romhat / INCIDENT AHEAD: preavviso di incidente - Buaic Chaoch / BLIND CREST: scollinamento cieco - Greille Eallaigh / CATTLE GRID: griglia in metallo posta sulla superficie stradale per evitare il transito del bestiame - Claonas Ceilte / HIDDEN DIP: cunetta non visibile - Baol Tuilte / FLOODING RISK: rischio di allagamento |
|                   | Paletto delineatore di pericolo - sinistra                                                          | Si tratta di un inserto rifrangente di forma rettangolare o circolare di colore rosso che viene utilizzato per delimitare il bordo della strada oppure per segnalare la presenza di un ostacolo. L'elemento rifrangente rosso può essere inserito in un paletto oppure montato su altre strutture stradali e viene utilizzato sul margine sinistro della strada. |
|                   | Paletto delineatore di pericolo - destra                                                            | Si tratta di un inserto rifrangente di forma rettangolare o circolare di colore bianco che viene utilizzato per delimitare il bordo della strada oppure per segnalare la presenza di un ostacolo. L'elemento rifrangente bianco può essere inserito in un paletto oppure montato su altre strutture stradali e viene utilizzato sul margine sinistro della strada. |
|                   | Elemento rifrangente per barriere di sicurezza                                                      | Si tratta di elementi rifrangenti che vengono inseriti lungo gli spartitraffici e le barriere di sicurezza delle strade a doppia carreggiata al fine di evidenziarli. Gli elementi rifrangenti possono avere forma circolare, rettangolare o trapezoidale e hanno colore bianco. Tali riflettori possono essere montati anche sulle barriere di sicurezza di sinistra e in tal caso hanno colore rosso. |
|                   | Delineatore di angolo                                                                               | Si tratta di una struttura di colore blu (lungo le autostrade) o verde (lungo la viabilità non autostradale) dotata di due inserti bianchi rifrangenti a forma di freccia che serve a delimitare le teste degli spartitraffici in corrispondenza delle uscite di una strada. Ne esistono due varianti: una larga (di dimensioni maggiori e il cui uso è preferibile) e una stretta (di dimensioni minori e utilizzabile in mancanza di spazio). |
|                   | Barriere stradali                                                                                   | Si tratta di barriere biancorosse che vengono utilizzate per delimitare il bordo di un cantiere stradale oppure la chiusura al traffico delle banchina o di una corsia di marcia. |

## Segnali per lavori
I segnali temporanei per cantieri hanno la stessa forma romboidale o rettangolare dei segnali di pericolo ma colore di sfondo arancione invece che giallo. 
| Segnale irlandese | Significato                             | Spiegazione |
|                   | Lavori                                  | Presegnala cantieri di lavori in corso, depositi temporanei di materiale, presenza di macchinari adibiti ai lavori stradali.                           |
|                   | Carreggiata chiusa                      | Induca la chiusura della carreggiata sulla quale si sta viaggiando.                                                                                    |
|                   | Rientro in carreggiata                  | Indica la fine della deviazione e il rientro nella carreggiata originaria.                                                                             |
|                   | Corsia chiusa                           | Indica la chiusura di una o più corsie. |
|                   | Doppio senso di circolazione            | Segnala un tratto di strada che da senso unico diventa a doppio senso a causa di lavori.                                                               |
|                   | Corsia unica di marcia                  | Segnala un tratto di strada a corsia di marcia unica a causa di lavori.                                                                                |
|                   | Strettoia asimmetrica a sinistra        | Segnala un restringimento pericoloso sul lato sinistro della carreggiata per lavori.                                                                   |
|                   | Strettoia asimmetrica a destra          | Segnala un restringimento pericoloso sul lato destro della carreggiata per lavori.                                                                     |
|                   | Strettoia                               | Segnala un restringimento pericoloso della carreggiata per lavori.                                                                                     |
|                   | Intersezione con una strada a sinistra  | Presegnala un incrocio a T con una strada che si immette da sinistra.                                                                                  |
|                   | Intersezione con una strada a destra    | Presegnala un incrocio a T con una strada che si immette da destra.                                                                                    |
|                   | Semaforo                                | Presegnala un impianto semaforico posto lungo il cantiere.                                                                                             |
|                   | Moviere                                 | Presegnala la presenza di movieri per regolare il traffico nell'area interessata da lavori.                                                            |
|                   | Coda                                    | Presegnala un tratto di strada in cui è in atto un forte rallentamento o una coda del traffico.                                                        |
|                   | Dosso                                   | Presegnala la presenza di un dosso o una rampa in seguito a lavori.                                                                                    |
|                   | Banchina cedevole                       | Presegnala un tratto di strada con una banchina cedevole.                                                                                              |
|                   | Strada sdrucciolevole                   | Presegnala un tratto di strada che può diventare sdrucciolevole per lavori.                                                                            |
|                   | Ghiaia                                  | Presegnala la presenza di pietrisco, di materiale minuto o granaglia che può essere proiettato a distanza o scagliato in aria dai veicoli in transito. |
|                   | Attraversamento pedonale                | Segnala la possibilità di incontrare pedoni che attraversano la strada da sinistra o da destra.                                                        |
|                   | Cavi elettrici ad alta tensione sospesi | Segnala la presenza della linea aerea di alimentazione ad alto voltaggio in corrispondenza del cantiere.                                               |
|                   | Preavviso di deviazione                 | Preavvisa una deviazione lungo la strada che si sta percorrendo.                                                                                       |
|                   | Direzione per deviazione                | Indica la direzione da seguire per la deviazione in atto.                                                                                              |
|                   | Fine della deviazione                   | Indica la fine della deviazione. |

## Segnali di informazione
| Segnale irlandese | Significato                                             | Spiegazione |
|                   | Presegnalazione di direzioni lungo un'autostrada        | Indica le direzioni raggiungibili al prossimo incrocio lungo un'autostrada. |
|                   | Presegnalazione di direzioni lungo una strada nazionale | Indica le direzioni raggiungibili al prossimo incrocio lungo una strada nazionale. |
|                   | Numero strada nazionale                                 | Identifica una strada nazionale. |
|                   | Presegnalazione di direzioni lungo una strada regionale | Indica le direzioni raggiungibili al prossimo incrocio lungo una strada regionale. |
|                   | Segnalazione di direzioni su autostrada                 | Indica le direzioni raggiungibili all'incrocio per raggiungere un'autostrada. |
|                   | Segnalazione di direzioni per strada nazionale          | Indica le direzioni raggiungibili all'incrocio per raggiungere una strada nazionale. |
|                   | Segnalazione di direzioni per strada regionale o locale | Indica le direzioni raggiungibili all'incrocio per raggiungere una strada regionale o locale. |
|                   | Segnale di conferma su strada nazionale                 | Indica le prossime località raggiungibili lungo la strada nazionale che si sta percorrendo. |
|                   | Inizio comune                                           | Indica l'inizio di un comune o una località. |
|                   | Strada senza uscita                                     | Indica una strada senza uscita per tutti i veicoli. |
|                   | Parcheggio riservato ai disabili                        | Indica la presenza di un parcheggio riservato a disabili. |
|                   | Percorso alternativo per veicoli alti                   | Indica un percorso alternativo per veicoli alti. |
|                   | Parcheggio                                              | Indica un parcheggio autorizzato. Consente la sosta a tempo indeterminato salvo indicazioni differenti. |
|                   | Ospedale                                                | Indica la presenza di un ospedale. |
|                   | Piazzuola di emergenza                                  | Indica una piazzola dove è consentita la fermata di emergenza. |
|                   | Zona residenziale                                       | Indica una zona residenziale in cui la velocità è limitata a 30 km/h; la fine della zona residenziale è indicata da un cartello indicante il nuovo limite di velocità (generalmente apposto sul retro del segnale di inizio zona residenziale). |

## Segnali per autostrada
| Segnale irlandese | Significato                                       | Spiegazione                                                                                                   |
|                   | Preavviso di autostrada                           | Preavvisa l'inizio di un'autostrada.                                                                          |
|                   | Autostrada                                        | Indica l'inizio di un'autostrada col relativo numero.                                                         |
|                   | Pannelli distanziometrici per uscita autostradale | Vengono posti rispettivamente a 300, 200 e 100 metri dall'uscita autostradale a cui si riferiscono.           |
|                   | Fine dell'autostrada                              | Indica la fine di un'autostrada.                                                                              |
|                   | Conferma autostradale                             | Indica le prossime località raggiungibili tramite l'autostrada che si sta percorrendo e le relative distanze. |